# Michel Schooyans
Michel Schooyans (Eigenbrakel, 6 juli 1930 – Brussel, 3 mei 2022) was een priester van het aartsbisdom Mechelen-Brussel en hoogleraar politieke filosofie aan de Université catholique de Louvain (UCL). Hij was doctor multiplex (in de wijsbegeerte, in de wijsbegeerte en letteren en in de godgeleerdheid) en polyglot. Hij gold als wereldwijd erkend deskundige op het gebied van bio-ethiek en bevolkingsvraagstukken.

## Loopbaan
Michel Schooyans doorliep de humaniora aan het Collège Cardinal Mercier in Eigenbrakel. In 1955 werd hij tot priester gewijd. Hij was doctor in de wijsbegeerte (Hoger Instituut voor Wijsbegeerte, Leuven, 1958), doctor in de wijsbegeerte en letteren (Katholieke Universiteit, Leuven, 1960) en doctor in de godgeleerdheid (Universidade Catolica Portuguesa (UCP), Lissabon, 1978). In 1958 werd hij door het College voor Latijns-Amerika van Leuven (COPAL), naar Brazilië gestuurd. Van 1959 tot 1969 was hij daar hoogleraar aan de Pauselijke Katholieke Universiteit van São Paulo (PUC-SP) alsook hoogleraar aan het metropolitaan Grootseminarie van São Paulo. Tegelijkertijd was hij er werkzaam als Fidei Donum-priester in de arbeiderswijken van de stad, waar hij kennis maakte met totalitaire ideologieën zoals fascisme en communisme, en aalmoezenier van de plaatselijke JOC - Katholieke Arbeidersjeugd (KAJ).
Sinds 1964 was hij hoogleraar aan Katholieke Universiteit te Leuven, vanaf 1970 aan de overgehevelde UCL (Louvain-la-Neuve). Hij doceerde er politieke filosofie, hedendaagse ideologieën en sociale ethiek. In 1995 werd hem het emeritaat verleend. Hij was ook gasthoogleraar aan verschillende Amerikaanse universiteiten en aan diverse universiteiten en universitaire centra wereldwijd.
Ambtshalve heeft Schooyans veelvuldig derdewereldlanden bezocht. Ook nam hij als afgevaardigde of deskundige deel aan missies van de Heilige Stoel bij verschillende internationale vergaderingen en bijeenkomsten.
Naast ongeveer 300 artikelen in Belgische, Franse, Spaanse, Braziliaanse en overige tijdschriften, schreef hij ook enige tientallen boeken met internationale uitstraling. Werken van zijn hand en vertalingen daarvan zijn beschikbaar in ruim een dozijn verschillende talen, onder meer in het Frans, Spaans, Engels, Portugees, Braziliaans, Pools, Duits, Italiaans, Slowaaks, Kroatisch, Roemeens, Chinees en Nederlands. Hij sprak ook zelf vloeiend Nederlands.

## Wetenschappelijke genootschappen
Schooyans was lid, raadslid of corresponderend lid van verschillende in Rome gevestigde genootschappen::
- de Pauselijke Academie voor het Leven[5]
- de Pauselijke Academie voor Sociale Wetenschappen.[6][7]
- de Pauselijke Academie van Sint Thomas van Aquino[8]
- de Pauselijke Raad voor Gerechtigheid en Vrede (1977-1994)
- de Pauselijke Raad voor het Gezin.

Verder was hij ook lid van talrijke internationale wetenschappelijke verenigingen, onder meer:
- het Koninklijk Instituut voor Internationale Betrekkingen - EGMONT (voorheen IRRI-KIIB) (Brussel),
- de Société Théologique de Louvain (Louvain-la-Neuve),
- de Société Philosophique de Louvain[9] (L-l-N),
- de Societas Ethica[10] (Basel, CH),
- de Fédération Internationale pour l’Enseignement Social Chrétien (Genève),
- de Society of Catholic Social Scientists (SCSS)[11] (New York),
- het Instituto Carybé (Salvador da Bahia),
- het wetenschappelijk comité van La Società (Verona),
- het Population Research Institute (PRI)[12] (Front Royal, VA),
- het wetenschappelijk comité van het Ateneo Pontificio Regina Apostolorum[13] (Rome),
- de Fondazione "Novae Terrae"[14] (Rome),
- het Population Reference Bureau[15] (Washington D.C.),
- de Association Population et Avenir (Parijs),
- het Institut de Géopolitique des Populations (Parijs),
- de Académie d’éducation et d’études sociales (AES)[16][17] (Parijs),
- de Advisory Board van het Platter College (Oxford),
- de Association pour la Recherche et l'Information Démographiques (APRD) (Parijs),
- het Institut de Démographie Politique (IDP) aan de Universiteit van Parijs-Sorbonne[18] (Parijs),
- het Instituto Brasileiro de Filosofia (IBF)[19] (São Paulo)
- de Academia Mexicana de Bioética (Mexico DF).

## Onderscheidingen en prijzen
Schooyans was Ereprelaat van Zijne Heiligheid (Heilige Stoel). Hij was Ridder in de Leopoldsorde (België), Commandeur in de Kroonorde (België) en Grootofficier in de Kroonorde (België) en houder van de Medalha Pedro Alvares Cabral, toegekend door de Sociedade Geográfica Brasileira te São Paulo (Brazilië).
In 1994 ontving hij de Prijs "Vittoria Quarenghi" van de Fondazione "Vita Nova" (Rome-Milaan) en in 1995 de Prix de l'"Académie d'Education et d'Etudes Sociales" van de AES (Parijs) voor zijn boek Bioéthique et population : le choix de la vie.

## Werken[22]
- 1958a (fr)  Étude sur la chronologie des oeuvres de saint Albert le Grand (Mémoire de licence). Louvain : UCL. ISP - Institut supérieur de philosophie, 1958. (ook als pdf)[23]
- 1958b (fr)  Recherches sur la distinction entre philosophie et théologie chez saint Albert le Grand (Thèse de doctorat). Louvain : UCL. ISP - Institut supérieur de philosophie, 1958. XIII, 348 p. (ook als pdf)[24]
- 1959 (fr)  La distinction entre philosophie et théologie d’après les Commentaires aristotéliciens de saint Albert le Grand (Separta da: Revista da Universidade catolica de Sao Paulo. - 18(1959)31). Sao Paulo (BR) : s.n., 1959. 25 p. (ook als pdf)[25]
- 1961 (fr)  Bibliographie philosophique de saint Albert le Grand (1931-1960) (Extr.: Revista da Universidade Catolica de Sao Paulo. - 21 (1961), fasc. 37-38, p. 36-88). Sao Paulo (BR) : Pontificia universidade catolica de Sao Paulo, 1961. 55 p. (ook als pdf)[26]
- 1962 (fr)  Les catholiques brésiliens face au communisme (overdr. uit: Rev. econ. Humanisme, 137(1962)). Lyon : Mazel et Polge, 1962. 16 p.
- 1963a (fr)  Problèmes de la vie universitaire brésilienne : l’heure de l’église (Extr. de: Rythmes du monde.- 11(1963)). Bruges : Abbaye de Saint-André, 1963. 16 p. (ook als pdf)[27]
- 1963b (pt-BR)  O comunismo e o futuro da igreja no Brasil. Sâo Paulo (BR) : Herder, 1963. 96 p.
- 1964a (fr)  Responsabilités de l’Université de Louvain vis-à-vis des pays en voie de développement : collaboration et dialogue avec l’Amérique latine (stencil). S.l. : s.n., 1964. 14 bl.
- 1964b (pt-BR)  A reforma universitária e o desenvolvimento nacional (Revista eclesiástica brasileira; Vol. 24, Fasc. 2., p. 329-351) [Petrópolis (BR)], 1964. 23 p.
- 1964c (fr)  Le manque de vocations sacerdotales au Brésil (extrait de la Nouvelle revue théologique, 86(1964)10). Tournai : s.n., 1964. 22 p.
- 1965 (fr)  L' aide extérieure en faveur des vocations sacerdotales au Brésil, (Extr.: Nouvelle Revue théologique; Année 97, T. 87, 1965. p. [923]-948). Louvain : Dir. du Collège Philosophique et Théologique S. J. St-Albert, 1965.
- 1966 (pt-BR)  A crise vocacional no clero secular (Extr. : Revista eclesiástica brasileira; Vol. 26, 1966). [Petrópolis (BR)], 1966. 28 p.
- 1968a (pt-BR)  O desafio da secularizaçâo : subsídios para uma prospectiva pastoral. São Paulo (Brazilië) : Herder, 1968. xvi, 319 p. (vertalingen: (fr) )
- 1968b (fr)  Le "Projet de sept grands lacs" et l'integration de l'Amérique Latine (Extr.: Cultures et développement; Louvain, Vol. 1, Nr. 4, 1968. p. [769]-800). Louvain, 1968.
- 1969a (fr)  L'empire hermétique. Notes sur un voyage dans les pays de l'Est. Juillet-août 1969. s.l.n.d. (1969). 48 p. (ook als pdf)[28]
- 1969b (fr)  Chrétienté en contestation : l’Amérique Latine : essai de prospective pastorale (Parole et mission. N. S. ; 17). Paris : Editions du Cerf, 1969. 327 p. (ook als pdf)[29] (vert. van: (pt-BR)  O desafio da secularizaçâo : subsídios para uma prospectiva pastoral)
- 1970a (fr)  Une maieutique liberatrice: la méthode de Paulo Freire (Extr.: Cultures et développement; Louvain, Vol. 2, Nr. 2, 1969-1970. p. [435]-451). Louvain, 1970.
- 1970b (fr)  Historicité et aliénation : prolégomènes à une théologie du développement (Mémoire de licence) Lille: Université Catholique de Lille. Faculté de théologie, 1970. 102 p. (ook als pdf)[30]
- 1971 (de)  (met Paul Bouaziz) Bericht über eine Informationsreise nach Paraguay : 22.-30. Mai 1971 [Übers.: Karl H. Rodenberg]. Bruxelles : A. I. J. D. Ass. Internat. des Juristes Démocrates, ca. 1971. 20 p. (vert. van: (fr)  Mission d'information au Paraguay)
- 1972a (fr)  (met Bouaziz, Paul) La repression au Paraguay (Cultures et développement). Louvain : Université Catholique de Louvain, 1972. 24 p.
- 1972b (fr)  La provocation chinoise : notes sur un voyage en république populaire de Chine juillet-aout 1972 (avec: UCL. ESPO/API/DVLP - Institut d'étude des pays en développement) (UCL. Institut d’étude des pays en développement. Etudes et documents ; 7205). Louvain : UCL. Institut d’étude des pays en développement, 1972. 52 p. : ill. (reisaantekeningen) (ook als pdf)[31]
- 1973a (fr)  La provocation chinoise (Terres de feu ; 13). Paris : Éd. du Cerf, 1973. 154 p. (ook als pdf)[32] (vertalingen: (it) )
- 1973b (fr)  Destin du Brésil : la technocratie militaire et son idéologie (Coll. Sociologie nouvelle. Situations ; 6). Gembloux : Duculot, 1973. 230 p. (ook als pdf)[33]
- 1974a (fr)  L'avortement, problème politique. Louvain-la-Neuve : Université catholique de Louvain. Unité de science politique et d'affaires publiques, 1974. 49 p. (ook als pdf)[34] (vertalingen: (en) , (it) )
- 1974b (fr)  Amérique Latine : de l’aide à la collaboration (Museum Lessianum. Section missiologique ; 58). Bruges : Desclée De Brouwer, 1974. 20 p. (ook als pdf)[35]
- 1975a (fr)  Pedro Poveda : un éducateur sans frontières. Louvain : Impr. des Sacrés-Coeurs, 1975. 22 p. : ill. (ook als pdf)[36] (vertalingen: (nl) )
- 1975b (nl)  Pedro Poveda : een opvoeder zonder grenzen. (vert.: Marcel en Anne-Marie Derwa-Van Campenhout) s.l. [Leuven], s.d. [1975]. 12 p. (ook als pdf)[37] (vert. van: (fr)  Pedro Poveda : un éducateur sans frontières)
- 1975c (it)  L' aborto, problema politico (Problemidioggi [Elle Di Ci] ; 2) [trad. di Germano Battaglia]. Leumann (Torino) : Elle Di Ci, 1975. 72 p. ISBN 88-01-10003-5. (vert. van: (fr)  L' avortement, problème politique)
- 1975d (it)  La provocazione cinese (Universale Coines ; 10) [Trad. di A. Gennari]. Roma : Coines, 1975. 135 p. (vert. van: (fr)  La provocation chinoise)
- 1976a (fr)  La présidence Geisel au Brésil et "Le pragmatisme responsable" : choix politiques actuels du Brésil (Notes et études documentaires ; 4265-4266-4267) (Problèmes d’Amérique latine ; 39). Paris : La Documentation Française, 1976. 89 p. (Les mutations de la politique énergétique de l'Argentine. Du "tout pétrole" au "tout électrique". Par Jean-Michel Beyna; Romain Gaignard.) (vertalingen: (es) )
- 1976b (es)  La presidencia de Geisel y el pragmatismo responsable (Documentos - Centro de Información, Documentación y Análisis Latinoamericano ; entrega, no. 61-62). Caracas : Centro de Información, Documentación, y Análisis Latinoamericano, 1976. 63 p. (vert. van: (fr)  La présidence Geisel au Brésil et "Le pragmatisme responsable")
- 1977a (fr)  Demain, le Brésil? Militarisme et technocratie (Terres de feu ; 20). Paris : Editions du Cerf, 1977. 169 p. ISBN 2-204-01066-9. (ook als pdf)[38] (vertalingen: (es) )
- 1977b (es)  Brasil potencia? (Tierra dos tercios ; 6) [tr. Héctor Borrat]. Salamanca : Ediciones Sigueme, 1977. 167 p. ISBN 84-301-0706-1. (vert. van: (fr)  Demain, le Brésil? Militarisme et technocratie)
- 1979a (fr)  La diplomatie brésilienne : Cap sur l'an 2000 (Extr.: Politique internationale 1979, Nr. 4. p. 229-249, 277.). Paris, 1979.
- 1979b (fr)  La conférence de Puebla : un risque, un espoir (Extr.: Nouvelle revue théologique. Année 111. Nr. 6. 1979. p. 641-675.). Louvain ; Tournai : Centre de Documentation et de Recherche Religieuses de la Compagnie de Jésus, 1979.
- 1979c (fr)  Militarisme et sécurité nationale : perspectives brésiliennes et sud-américaines (Extr.: Annuaire du Tiers Monde 1978. p. 90-101.). Paris : Berger-Levrault, 1979.
- 1979d (fr)  "Sens et non-sens des institutions hospitalières chrétiennes", in: (Collectif), Pour un hôpital de qualité (Congrès des 13 et 14 novembre 1979, Namur). Namur : Fédération des Institutions Hospitalières de Wallonie (FIH), 1979. p. 215-224. (ook als pdf)[39]
- 1979e (fr)  (met RR. PP. Urbano Valero Agundez en William J. Sullivan) "L'université catholique, voie du pluralisme culturel." (Synthèse des résultats des groupes de travail), in: Fédération Internationale des Universités Catholiques (FIUC), L'université catholique, voie du pluralisme culturel au service de l'Église et de la société (Rapport thématique)[40] (Cahier 79-2). Paris : Secrétariat permanent de la F.I.U.C., 1979, p. 162-167. (ook als pdf)[41]
- 1979f (fr)  Philosophie politique (avec: UCL. Faculté des sciences économiques, sociales et politiques. Unité des relations internationales et d'administration publique) (RIAP 2103). Louvain-la-Neuve: UCL. Unité des relations internationales , 1980. 198 p. (ook als pdf)[42]
- 1980a (fr)  L’avortement : approche politique. Louvain-la-Neuve : CIACO, 1980. 144 p. (ook als pdf)[43]; Louvain-la-Neuve : UCL, 1980(2). (vertalingen: (en) , (it) )
- 1980b (en)  Abortion : a political approach (tr. by M. A. Barton and Paule Nguyen). Louvain-la-Neuve : UCL, 1980. 150 p. (vert. van (fr)  L’avortement : approche politique)
- 1980c (fr)  "Problèmes éthiques du transfert de technologie. Approche théologique", Chapitre VIII in: Fédération Internationale des Universités Catholiques (FIUC), L'Université catholique face aux problèmes éthiques de la société technologique,[44] Thème D: Technologie et Tiers-Monde[45], Paris: Secrétariat Permanent de la F.I.U.C., [1980], p. PS-VIII-1—PS-VIII-39. (ook als pdf)[46]
- 1981 (fr)  L’avortement : approche politique [3e édition, revue et suivie de] Vers une technocratie médicale? [préf. de Maurice Huftier]. Louvain-la-Neuve : UCL, 1981. 199 p. (ook als pdf)[47]
- 1982 (fr)  Droits de l’homme et technocratie (Le Caillou blanc ; 5). Chambray-lès-Tours : CLD, 1982. 137 p. ISBN 2-85443-002-6. (ook als pdf)[48]
- 1984a (fr)  "Le catholicisme et les droits de l'homme"[49] in: Emmanuel Hirsch (prés.), Christianisme et Droits de l'homme (Bibliothèque des droits de l'homme et de libertés fondamentales; coll. Idéologies et droits de l'homme ; B. 02) Paris : Librairie de Liberté, 1984. 244 p. ISBN 2-86757-003-4. p. 13-41. (ook als pdf)[50]
- 1984b (nl)  Ethiek en biopolitiek.[51] Overdruk uit het Internationaal Katholiek Tijdschrift Communio, negende jaargang, nr. 6, december 1984. p. 415-429. (ook als pdf)[52]
- 1985 (fr)  (avec Jean Ladrière) (réd.), Fédération Internationale des Universités Catholiques (FIUC), Université et liberté. L'Université Catholique dans la Société et dans l'Église. Paris : FIUC, 1985. 44 p. (ook als pdf)[53]
- 1986a (fr)  Démocratie et libération chrétienne. Principes pour l'action politique (Coll. Le sycomore; série Chrétiens aujourd’hui ; 16)[54]. Paris : Lethielleux ; Namur : Culture et vérité, 1986. 272 p. ISBN 2-249-61144-0 (br.). (ook als pdf)[55]
- 1986b (fr)  Maîtrise de la vie, domination des hommes (Coll. Le sycomore; série Chemins de crêtes ; 9)[56]. Paris : Lethielleux ; Namur : Culture et Vérité, 1986. 151 p. ISBN 2-283-61150-4. (ook als pdf)[57] (vertalingen: (pt-BR) , (en) )
- 1986c (fr)  "La fécondation «in vitro»: Essai de synthèse", in: Bioetica e Diritto : La scienza offre sempre più mezzi per difendere la vita ma sempre meno ragioni per farlo.[58] [Roma] : Fratelli Palombi Editori, [1986]. ISBN 88-7621-861-0. p. 179-186. (ook als pdf)[59]
- 1987a (fr)  Théologie et libération : questions disputées (Coll. Essais). Longueuil (Quebec) : Ed. du Préambule, 1987. 139 p. ISBN 2-89133-072-2. (ook als pdf)[60]
- 1987b (fr)  Populorum Progressio : vingt ans après. Cité du Vatican : Commission Pontificale Justice et Paix, 1987. 54 p. (ook als pdf)[61]
- 1987c (fr)  Populorum Progressio : vingt ans après. Version abrégée. Cité du Vatican : Commission Pontificale Justice et Paix, 1987. 22 p. (ook als pdf)[62]
- 1989a (fr)  L' accueil du "Populorum progressio" en Amérique latine. Louvain-la-Neuve : Michel Schooyans, 1989. 6 p. (overdr. uit: (it)  Il magistero di Paolo VI nell'enciclica "Populorum progressio" : giornata di studio : Milano, 16 marzo 1988 ; p. 130-135)
- 1989b (fr)  Populorum progressio et le marché : biopolitique et néolibéralisme. Louvain-la-Neuve : Michel Schooyans, 1989. 3 p. (overdr. uit: (it)  Il magistero di Paolo VI nell'enciclica "Populorum progressio" : giornata di studio : Milano, 16 marzo 1988 (Pubblicazioni dell'Istituto Paolo VI ; 10), Brescia, 1989. p. 161-163) (ook als pdf)[63]
- 1989c (fr)  L’avortement : questions-réponses. Longueuil (Quebec) : Ed. du Préambule, 1989. 20 p. ISBN 2-89133-102-8. (ook als pdf)[64]
- 1990a (fr)  L’avortement : enjeux politiques (Coll. Essais). Longueuil (Quebec): Ed. du Préambule, 1990. 234 p. ISBN 2-89133-110-9. (ook als pdf)[65]
- 1990b (pt-BR)  O aborto: aspectos políticos [trad. de Sieni Maria Campos]. Rio de Janeiro (BR) : Editora Marques Saraiva, 1990 (4e: 1993). 208 p. : ill. ISBN 85-85238-43-7 (br.). (vert. van: (fr)  L’avortement : enjeux politiques)
- 1990c (it) (la)  Santa Sede : Sacra congregazione per la dottrina della fede, Joseph Ratzinger (pres.), commenti M. Schooyans [et al.], Istruzione Donum vitae su il rispetto della vita umana nascente e la dignita della procreazione (22 febbraio 1987) (Documenti e studi). Citta del Vaticano : Libreria editrice vaticana, 1990. 166 p. ISBN 88-209-1625-8.
- 1991a (es)  Aborto : implicaciones políticas (Vertice) [prólogo de Justo Mullor]. Madrid : Ediciones Rialp, 1991. 246 p. ISBN 84-3212741-8. (vert. van: (fr)  L’avortement : enjeux politiques)
- 1991b (it)  Aborto e politica (Attualità) [prefazione del Cardinale Fiorenzo Angelini ; trad. di A. Maltarello]. Città del Vaticano : Libreria Editrice Vaticana, 1991. 227 p. ISBN 88-209-1753-X. (vert. van: (fr)  L'avortement : enjeux politiques)
- 1991c (pl)  Aborcja a polityka [przekł. Kazimierz Deryło]. Lublin : Instytut Jana Pawła II KUL [Katolickiego Uniwersytetu Lubelskiego], 1991. 243, [1] p. (vert. van: (fr)  L'avortement : enjeux politiques)
- 1991d (fr)  L'enjeu politique de l'avortement [préface de J.-H. Soutoul]. Paris : F.-X. de Guibert ; Éd. de l'Œil, 1991 (2ème éd. ref.). 253 p. ISBN 2-86839-255-5.[66] (vertalingen: (es) , (it) , (pl) , (pt-BR) )
- 1991e (fr)  La dérive totalitaire du liberalisme, Paris : Éditions Universitaires, 1991. 358 p. ISBN 2-71130-483-3. (vertalingen: (en) , (it) , (es) , (pt-BR) )
- 1991f (fr)  Leo XIII, Joannes Paulus II en Pontificium consilium de justitia et pace; Roger Aubert en Michel Schooyans (red.) De Rerum novarum à Centesimus annus : Textes intégraux des deux Encycliques avec deux études de Roger Aubert et Michel Schooyans (Documenti Vaticani). Cité du Vatican : Commission pontificale Justitia et pax, 1991. 189 p. : ill. ISBN 88-2094-429-4. (vertalingen: (pt-BR) )
- 1992a (fr)  Initiation à l’enseignement social de l’Église. Paris : Ed. de l’Emmanuel, 1992. 99 p. ISBN 2-905995-44-0 (br.). (vertalingen: (en) , (sk) , (es) , (it) , (zh) )
- 1992b (en)  Introduction to the social teaching of the church [tr. by Thom Potempa and Marcia Potempa]. Paris : Editions de l'Emmanuel, 1992. (vert. van: (fr)  Initiation à l’enseignement social de l’Eglise)
- 1992c (fr)  L'avortement en questions (Traite Philo Ge). Paris : F.-X. de Guibert (Éd. de l'Œil), 1992. ISBN 2-86839-265-2
- 1992d (es)  Medicos y juristas : servidores de la vida y de la libertad. Buenos Aires : Editorial Quinto Continente, 1992. 24 p. ISBN 950-99281-1-9.
- 1992e (sk)  Úvod do sociálneho učenia Cirkvi [z francúzkeho originálu prel. Otília Dvorecká]. Bratislava : SPES, 1993. 92p. ISBN 80-966991-0-5. (vert. van: (fr)  Initiation à l’enseignement social de l’Eglise)
- 1993a (es)  Iniciacion a la ensenanza social de la iglesia (Colección Iglesia y Sociedad). México D.F. : Instituto Mexicano de Doctrina Social Cristiana (IMDOSOC), 1993. 70 p. ISBN 968-6839-22-4. (vert. van: (fr)  Initiation à l’enseignement social de l’Eglise)
- 1993b (pt)  Leo XIII, Joannes Paulus II en Pontificium consilium de justitia et pace; Roger Aubert en Michel Schooyans (red.) Da Rerum novarum à Centesimus annus : Texto completo das duas enciclicas com dois estudos de Roger Aubert e Michel Schooyans [trad. Flavio Vieira de Souza]. São Paulo : Edicoes Loyola, 1993. 180 p. ISBN 85-15-00760-6. (vert. van: (fr)  De Rerum novarum à Centesimus annus)
- 1993c (pt-BR)  Dominando a vida, manipulando os homens [Trad. de Augusta Garcia Dorea] São Paulo (BR) : Ibrasa ; Curitiba (Paraná, BR) : Editora Champagnat, 1993. 114 p. ISBN 85-7292001-3. (vert. van: (fr)  Maîtrise de la vie, domination des hommes)
- 1993d (sk)  Úvod do sociálneho učenia Cirkvi. Bratislava : SPES , 1993. 90 p. ISBN 80-9669-910-5 (brož.). (vert. van: (fr)  Initiation a l´Enseignement social de l´Église)
- 1994a (fr)  Bioéthique et population : le choix de la vie (Collection Lumière. Série Lumière vérité).[67] Paris : Le Sarment : Fayard, 1994. 284 p. : ill. ISBN 2-86679-169-X. (kosteloos beschikbaar in PDF-formaat)[68] (vertalingen: (en) , (de) , (es)  (2), (it) , (pt) , (sk) , (zh) )
- 1994b (es)  El imperialismo contraceptivo : sus agentes y sus victimas. Caracas : Alafa y provive ; Miami : Vida humana internacional, 1994. 63 p. ISBN 980-6256-09-3.
- 1994c (pl)  Rodzina w kontekście problemów demograficznych[69] (Tak - Życiu, Tak - Prawdzie ; 8) [tł. Mieczysław Ozorowski, oprac. Kazimierz Majdański]. Łomianki k. Warszawy : Instytut Studiów nad Rodziną[70] - ATK [Akademii Teologii Katolickiej], 1994. 46 p.
- 1994d (es)  Para entender : las evoluciones demográficas. Paris : Association pour la recherche et l'information démographique, 1994. 64 p. : ill.
- 1995a (fr)  Travaux et publications de 1958 à 1995. Louvain-la-Neuve : s.n., 1995. 46 p.
- 1995b (fr)  La dérive totalitaire du libéralisme [Ouvrage honoré d’une lettre personnelle de la [i.e. Sa] Sainteté le Pape Jean-Paul II]. Paris : Mame : [Éd. de l'Emmanuel], (1991) 1995 (2e éd.). 349 p. ISBN 2-7289-0754-4 (br.).
- 1995c (fr)  Pour comprendre les évolutions démographiques. Paris : APRD Association pour la recherche et l'information démographiques, (1995)1997(2e éd). 62 p. : ill. ISBN 2-86419-022-2. (kosteloos beschikbaar in PDF-formaat)[71] (vertalingen: (es) )
- 1995d (it)  Introduzione alla Dottrina sociale della Chiesa [trad. di Enrico Bellavite]. Verona : Ed. Cercate, 1995. 85 p. (vert. van: (fr)  Initiation à l’enseignement social de l’Eglise)
- 1995e (it)  Bioetica & popolazione : la scelta della vita (Sagitta. N. S. Problemi e documenti ; 46) [Trad. di Francesco Rocca]. Milano : Ares, 1995. 214 p. ISBN 88-8155-003-2. (vert. van: (fr)  Bioéthique et population : le choix de la vie)
- 1995f (es)  Bioética y población : la elección de la vida (Colección Iglesia y Sociedad) [prefacio de Gerard-François Dumont; trad. de Claudia Ponce Salazar]. México, D.F. : Instituto Mexicano de Doctrina Social Cristiana (IMDOSOC), 1995. 252 p. (vert. van: (fr)  Bioéthique et population : le choix de la vie)
- 1996a (en)  Power over life leads to domination of mankind (transl. by Fr. John H. Miller, C.S.C., S.T.D.). St. Louis, MO : Central Bureau, CCVA, 1996. xi, 75 p. ISBN 1-887567-01-1. (vert. van: (fr)  Maîtrise de la vie, domination des hommes)
- 1996b (en)  Bioethics and Population. The Choice of Life. St. Louis, MO : Central Bureau, CCVA, 1996. xiv, 112 p. ISBN 1-887567-04-6. (vert. van: (fr)  Bioéthique et population : le choix de la vie)
- 1996c (es)  Para entender las evoluciones demográficas, (Colección Iglesia y Sociedad). México, D.F. : Instituto Mexicano de Doctrina Social Cristiana (IMDOSOC), 1996. 65 p. ill.
- 1997a (en)  The totalitarian trend of liberalism [with a Letter of Pope John Paul II] (transl. by Fr. John H. Miller, C.S.C., S.T.D.). St. Louis, MO : Central Bureau, CCVA, 1997. xi, 262 p. ISBN 1-887567-05-4. (vert. van: (fr)  La dérive totalitaire du libéralisme, 2e éd.)
- 1997b (sk)  Bioetika a populácia : Rozhodnutie pre život [prel. Dušan Kupka]. Bratislava : Serafín, 1997. 189 p. ISBN 80-8531-068-6, ISBN 80-8531-069-4 (brož.). (vert. van: (fr)  Bioéthique et population : le choix de la vie)
- 1997c (fr)  L’Évangile face au désordre mondial (avant-propos: Joseph kardinaal Ratzinger). [Paris] : Fayard, 1997. iv, 346 p. : ill. ISBN 2-213-59878-9 (br.). (vertalingen: (en) , (pt) , (es) , (it) , (sk) )
- 1998a (de)  Ethik, Leben, Bevolkerung : Eine Argumentationshilfe in Grundfragen unserer Zeit (Ars Socialis). Zürich (CH) : Thesis Verlag, 1998. 133 p. ISBN 3-908544-26-2 (ISBN 978-3-908544-26-5). (vert. van: (fr)  Bioéthique et population : le choix de la vie)
- 1998b (pt)  A Escolha da Vida. Bioética e População (Testemunhos e documentos ; 3). Lisboa : Grifo, 1998. 329p. ISBN 972-8178-32-8 (br). (vert. van: (fr)  Bioéthique et population: Le choix de la vie)
- 1999a (fr)  Le crash démographique : de la fatalité à l’espérance. Paris : Le Sarment : Fayard, 1999. 220 p. : ill. ISBN 2-86679-275-0 (br.). (vertalingen: (en) , (de) , (it) )
- 1999b (en)  The Gospel Confronting World Disorder [preface by Joseph Cardinal Ratzinger][72] (transl. by Fr. John H. Miller, C.S.C., S.T.D.). St. Louis, MO : Central Bureau, CCVA, 1999. vii, 236 p. : ill. ISBN 1-887567-09-7. (vert. van: (fr)  L’Évangile face au désordre mondial)
- 2000a (fr)  La Face cachée de l'ONU. Paris : Le Sarment ; Fayard, 2000. 283 p. ISBN 2-86679-302-1 (br.).[73] (kosteloos beschikbaar in PDF-formaat)[74] (vertalingen: (en) , (es) , (it) , (pl) , (hr) )
- 2000b (it)  Nuovo disordine mondiale. La grande trappola per ridurre il numero dei commensali alla tavola dell'umanità (Problemi e dibattiti ; 48) [prefazione del card. Joseph Ratzinger; trad. di Alessandra Ruzzon]. Cinisello Balsamo : San Paolo Edizioni, 2000. 318 p. ISBN 88-215-4249-1. (vert. van: (fr)  L'Évangile face au désordre mondial)
- 2000c (es)  El evangelio frente al desorden mundial : la respuesta científica de la Iglesia ante los grandes debates políticos actuales sobre la bioética [con Prefacio del Cardenal Ratzinger]. México D.F. : Diana, 2000. xxiv, 358 p. ISBN 968-1332-66-0. (vert. van: (fr)  L'Évangile face au désordre mondial)
- 2000d (pt)  O Evangelho perante a desordem mundial [pref. do Cardeal Joseph Ratzinger ; trad. Henrique Barrilaro Ruas]. Lisboa : Grifo, 2000. 403 p. ISBN 972-8178-38-7. (vert. van: (fr)  L'Évangile face au désordre mondial)
- 2000e (pl)  (met Kazimierz Majdański en Jan Kłys) "Arena bitwy o życie" : aktualna sytuacja demograficzna w świecie i w Polsce.[75] Łomianki : Fundacja "Pomoc Rodzinie", 2000. 331 p. : ill. ISBN 83-87823-06-6.
- 2000f (zh)  蕭毅漢著，李瑞平譯，《教會的基本社會訓導理論》，台北：華明出版社，2000 年。 83 p. ISBN 957-8597-12-6 (pbk.)[76][77] (vert. van: (fr)  Initiation à l’enseignement social de l’Eglise)
- 2000g (nl)  Het gezin en het leven : de uitdagingen binnen de internationale fora[78] Mechelen : Pro Vita - Gezin en Leven, s.d. [2000]. 11 p. (ook als pdf)[79]
- 2001a (fr)  Chemin de Croix du Jubilé des familles : [Rome, place Saint-Pierre, 14 octobre 2000] [préface Daniel-Ange]. Paris : Le Sarment/Jubilé, 2001. 88 p. ISBN 2-86679-308-0 (br.).[80] (kosteloos beschikbaar in PDF-formaat)[81] (vertalingen: (it) , (es) , (de) , (en) , (ro) )
- 2001b (it)  Via Crucis per le famiglie : Giubileo delle famiglie 12 Ottobre 2000, Piazza San Pietro. Roma : Edizioni Rinnovamento nello Spirito Santo, 2001. 53 p. (vert. van: (fr)  Chemin de Croix du Jubilé des familles)
- 2001c (en)  The Demographic Crash : From Fatalism to Hope (transl. by Fr. John H. Miller, C.S.C., S.T.D.). St. Louis, MO : Central Bureau, CCVA, 2001. 141 p. ISBN 1-887567-16-X.[82] (vert. van: (fr)  Le crash démographique : de la fatalité à l’espérance)
- 2001d (en)  The Hidden Face of the United Nations (transl. by Fr. John H. Miller, C.S.C., S.T.D.). St. Louis, MO : Central Bureau, CCVA, 2001. xv, 188 p. ISBN 1-887567-18-6 (ISBN 978-1-887567-18-3). (vert. van: (fr)  La Face cachée de l'ONU)
- 2001e (fr)  Travaux et publications de 1958 à 2001. Louvain-la-Neuve : Université catholique de Louvain, 2001 (2e éd.). 60 p. [Ed. rev. et corr. de Travaux et publications de 1958 à 1995]
- 2002a (fr)  (met Klaudia Schank) Euthanasie : le dossier Binding et Hoche (Coll. Un autre regard sur l’homme)[83]. Paris : Le Sarment, 2002. 138 p. ISBN 2-86679-329-3 (br.).[84][85]
- 2002b (es)  La cara oculta de la ONU. México D.F. : Diana, 2002. 269 p. ISBN 968-1334-11-6. (vert. van: (fr)  La Face cachée de l'ONU)
- 2002c (pl)  Ukryte oblicze ONZ (Biblioteka Radia Maryja) [przeł. Marcin Zawadzki]. Toruń : Wydaw. Wyższej. Szkoły Kultury Społecznej i Medialnej, 2002. 244, [2] p. ISBN 83-89124-02-5. (vert. van: (fr)  La Face cachée de l'ONU)
- 2002d (it)  (a cura di Giuseppe Tanzella Nitti, Alberto Strumia), Dizionario interdisciplinare di scienza e fede : cultura scientifica, filosofia e teologia (DISF). Città del Vaticano : Urbaniana university press, 2002. 2 v. (2340 p.) : ill. ISBN 978-88-311-9265-1.[86]
- 2003a (it)  A Cura del Pontificio consiglio per la famiglia (ed.) Lexicon. Termini ambigui e discussi su famiglia, vita e questioni etiche (prefazione del cardinale Alfonso Lopez Trujillo). Bologna : Edizioni Dehoniane Bologna, 2003. 867 pp. ISBN 88-10-24109-6.[87] (vertalingen: (es)  (2), (fr) , (it) , (en) , (de) , (pt-BR) )
- 2003b (pt-BR)  Entrevistas sobre os riscos éticos da globalização, Fortaleza (Brazilië) : Universidade sem Fronteiras e Editora Premius, 2003. 104 p. (vertalingen: (es) )
- 2003c (es)  Entrevistas sobre los riesgos éticos de la globalización. Madrid : Fundación Universitaria San Pablo-CEU, 2003, 108 p. ; 2e dr: (Prefacio de Antônio Mouráo Cavalcante) Navarra : Ed. Verbo divino, 2006. 92p. (vert. van: (pt-BR) ) Entrevistas sobre os riscos éticos da globalização)
- 2004a (fr)  Pour relever les défis du monde moderne : l’enseignement social de l’Église (préface de René Rémond). Paris : Presses de la Renaissance, 2004.[88] 246 p. ISBN 2-7509-0026-3 (br.).
- 2004b (it)  Il volto nascosto dell'Onu. Verso il governo mondiale (Identità e cultura) [prefazione di Roberto de Mattei; trad. Biasutto M.]. Roma : Il Minotauro, 2004. 271 p. ISBN 88-8073-085-1.[89] (vert. van: (fr)  La Face cachée de l'ONU)
- 2004c (fr)  Travaux et publications de 1958 à 2003. Louvain-la-Neuve : Université catholique de Louvain, 2004 (4e éd.). 65 p. [Ed. rev. et corr. de Travaux et publications de 1958 à 1995].
- 2004d (es)  Dios o el postulado de la razón política (Sphaera (Madrid) ; 5) [trad. José J. Escandell]. Madrid : Instituto de Humanidades Ángel Ayala CEU, 2004. 26 p. ISBN 84-96144-57-7 (ISBN 978-84-96144-57-6). (kosteloos beschikbaar in PDF-formaat)[90]
- 2004e (es)  Pontificium Consilium pro Familia (aut.) Lexicón : términos ambiguos y discutidos sobre familia, vida y cuestiones éticas. Madrid : Ediciones Palabra, 2004. 1144 p. ISBN 84-8239-849-0 (ISBN 978-84-8239-849-5). (vert. van: (it)  Lexicon Termini ambigui e discussi su famiglia vita e questioni etiche)
- 2004f (fr)  Jérôme Lejeune : un ravi des temps modernes : deux témoignages. Paris : [s.n.], 2004. Non pag.[91]
- 2005 (fr)  (met Marc Lalonde, Mgr. Tony Anatrella e.a. (Conseil Pontifical pour la Famille)) Lexique des termes ambigus et controversés sur la vie, la famille et les questions éthiques . Paris : Pierre Téqui, 2005. 1001 p. ISBN 2-7403-1110-9 (rel.)[92] (vert. van: (it)  Lexicon Termini ambigui e discussi su famiglia vita e questioni etiche)
- 2006a (fr)  Le terrorisme à visage humain. Paris : F.-X. de Guibert (O.E.I.L.), 2006. 223 p. ISBN 2-7554-0095-1 (br.).[93] (kosteloos beschikbaar in PDF-formaat)[94] (vertalingen: (it) )
- 2006b (es)  La enseñanza social de la Iglesia: Síntesis, actualización y nuevos retos (Libros Palabra ; 46). Madrid : Ediciones Palabra, 2006. 266 p. ISBN 84-8239-927-6.[95] (vert. van: (fr)  Pour relever les défis du monde moderne : l’enseignement social de l’Église)
- 2006c (it)  (met Pontificio consiglio per la famiglia) Termini ambigui e discussi su famiglia, vita e questioni etiche. Nuova edizione ampliata (Coll. Strumenti ; 25). Bologna : Edizioni Dehoniane Bologna, (2003) 2006 (2e vermeerderde uitg.). 1160 p. ISBN 978-88-10-24109-7.
- 2006d (en)  (met Alfonso Cardinal Lopez Trujillo, William E. May e.a.) Lexicon: Ambiguous and Debatable Terms Regarding Family Life and Ethical Questions. Front Royal, VA : Human Life International, 2006. 946 p. ISBN 1-55922-050-3 (hc) (vert. van: (it)  Lexicon Termini ambigui e discussi su famiglia vita e questioni etiche)
- 2006e (es)  Familia y globalizacion. Estella : Verbo divino, 2006. 119 p. ISBN 84-8169-710-9 (ISBN 978-84-8169-710-0).
- 2006f (es)  Familia y globalizacion [traducción Beatriz de Gobbi]. Caracas, Venezuela : Ediciones ALAFA, 2006. 61 p.
- 2006g (es)  Entrevistas sobre los riesgos eticos de la globalizacion [prefacio del profesor Antonio Mourao Cavalcante]. Estella : Verbo divino, 2006. 92 p. ISBN 84-8169-709-5. (vert. van: (pt-BR) Entrevistas sobre os riscos éticos da globalização)
- 2006h (hr)  Skriveno lice UN-a : prema novoj svjetskoj vladi (Biblioteka Tempus ; 12). Split : Verbum, 2006. 300 p. ISBN 953-235-062-4. (vert. van: (fr)  La Face cachée de l'ONU)
- 2006i (es)  Pontificium Consilium pro Familia (aut.) Lexicón : términos ambiguos y discutidos sobre familia, vida y cuestiones éticas. Madrid : Ediciones Palabra, (2004) 2006 (2a edición actualizada). 1179 p. ISBN 84-8239-990-X (ISBN 978-84-8239-990-4).[96] (bijgewerkte vert. van: (it)  Lexicon Termini ambigui e discussi su famiglia vita e questioni etiche)
- 2006j (es)  Familia y solidaridad : el papel de la Iglesia Católica y de las organizaciones católicas en el mundo [conferenza di Michel Schooyans ; traduzione a cura della Dssa. Beatriz de Gobbi] (Ciclo di conferenze ; 35). s.l.n.d. [Rome] : Ambasciata della Repubblica Argentina presso la Santa Sede e Il Sovrano Militare Ordine di Malta, [2006]. 21 p.[97]
- 2007a (de)  (met Päpstlichen Rat für die Familie (Hrsg.)) Hans Reis (Hrsg.) (vert. en bew.) Lexikon Familie und Leben. Paderborn : Ferdinand Schöningh Verlag, 2007. XXXV, 817 p. ISBN 3-50676-322-9 (Geb.) (vert. en bew. van: (it)  Lexicon Termini ambigui e discussi su famiglia vita e questioni etiche)
- 2007b (pt-BR)  Pontifício Conselho para a Família (ed.), Termos ambíguos e discutidos sobre família, vida e questões éticas. Brasília (Distrito Federal), Edições CNBB, 2007. 936 p. ISBN 978-85-60263-14-1. (vert. van: (it)  Lexicon Termini ambigui e discussi su famiglia vita e questioni etiche)
- 2007c (de)  Der Babycrash : Information und Manipulation in demographischen Fragen unserer Zeit (Ars Socialis). Zürich (CH) : Thesis Verlag, 2007. 109 p. ISBN 978-3-908544-27-2 (pbk.).
- 2008a (fr)  La prophétie de Paul VI : L'encyclique Humanae Vitae (1968) (Coll. Spiritualités).[98] Paris : F.-X. de Guibert, 2008. 110 p. ISBN 978-2-7554-0314-5 (br). (kosteloos beschikbaar in PDF-formaat)[99] (vertalingen: (it) )
- 2008b (it)  La profezia di Paolo VI L'Umanae vitae (1968) (Quaderni dell'osservatorio ; 7). Siena : Cantagalli, 2008. 96 p. ISBN 978-88-8272-421-4. (vert. van: (fr)  La prophétie de Paul VI : L'encyclique Humanae Vitae (1968))
- 2008c (fr)  Le terrorisme à visage humain (2e éd. revue et augmentée) [préface du cardinal López Trujillo]. Paris : F.-X. de Guibert (O.E.I.L.), (2006) 2008. 225 p. ISBN 978-2-7554-0245-2 (br). (vertalingen: (it) )
- 2008d (es)  La elección de la vida : bioética y población. [prefacio de Gerard-François Dumont]. Buenos Aires : Editorial Claretiana, 2008. 164 p. ISBN 978-950-512-673-6. (vert. van: (fr)  Bioéthique et population : le choix de la vie)
- 2008e (nl)  "De demografische zelfmoord van Europa", in: Pieter Huys e.a., Correctheid (Acta. Congres over correctheid, 2007)[100] Brugge : Nucleus, 2008. 91 p. ISBN 978-90-80784-50-5. p. 38-43. (ook als pdf)[101]

- 2009a (it)  Terrorismo dal volto umano. [trad. di L. Fazzini]. Siena : Cantagalli, 2009. 286 p. ISBN 978-88-8272-473-3. (vert. van: (fr)  Le terrorisme à visage humain)
- 2009b (fr)  Académie d'Education et d'Etudes Sociales (met cardinal Philippe Barbarin e.a.), L'homme et la nature : Annales 2007-2008. (coll. Histoire politique). Paris : François-Xavier de Guibert, 2009. 214 p. ISBN 978-2-7554-0348-0 (br.).
- 2009c (es)  Familia e imperialismo (Voz de los sin voz ; 561). s.l.n.n. [Madrid]: [Movimiento Cultural Cristiano] D.L., 2009. 76 p.
- 2010a (fr)  Sur l'affaire de recife et quelques autres...: Fausse compassion et vraie désinformation.[102] Paris : F.-X. de Guibert (O.E.I.L.), 2010. 170 p. ISBN 978-2-7554-0378-7 (br.). (kosteloos beschikbaar in PDF-formaat)[103]
- 2010b (fr)  Les idoles de la modernité.[104] Paris : Lethielleux, 2010. 283 p. ISBN 978-2-249-62203-8 (br.). (kosteloos beschikbaar in PDF-formaat)[105] (vertalingen: (it) )
- 2010c (fr)  (met Rocco Buttiglione en Herman Van Rompuy) Un développement humain intégral: la pensée sociale de Benoît XVI dans l'encyclique Caritas in Veritate (conférence à l'Université de Liège, 19 octobre 2009) [publié par le Cercle Gustave Thibon et par le Groupe de réflexion sur l'éthique sociale] (Coll. Colloquium (Namur)). Namur : Fidélité, 2010. 47 p. ISBN 978-2-87356-458-2 (br.).
- 2010d (it)  Conversazioni sugli idoli della modernità (Le frecce ; 20) [trad. di Maria Luisa Buratti]. Bologna: ESD-Edizioni Studio Domenicano, 2010. 256 p. ISBN 978-88-7094-750-2 (br.).[106] (vert. van: (fr)  Les idoles de la modernité)
- 2010e (sk)  Evanjelium : Ako čeliť svetu v rozvrate?.[107] Bratislava (SVK) : Inštitútu Leva XIII, 2010. (vert. van: (fr)  L’Évangile face au désordre mondial)
- 2010f (fr)  Michel Dangoisse (préface Michel Schooyans), Les mots de la messe : propositions pour la révision des traductions du missel romain publié en 1970 par Paul VI. Paris: Ad Solem, 2010. 111 p. ISBN 978-2-940402-77-9.
- 2013a (it)  Evoluzioni demografiche. Tra falsi miti e verità (Le frecce ; 33) [trad. di Giorgio Maria Carbone]. Bologna: ESD-Edizioni Studio Domenicano, 2013. 128 p. ISBN 978-88-7094-816-5 (br.).[108][109] (vert. van: (fr)  Le crash démographique : de la fatalité à l’espérance)
- 2013b (fr)  Travaux et publications de 1958 à 2013. Louvain-la-Neuve: Université catholique de Louvain, 2013 (9e éd. rev. et corr.). 84 p.[110]
- 2014 (fr)  Travaux et publications de 1958 à 2014. Louvain-la-Neuve: Université catholique de Louvain, 2014 (10ème éd. rev. et corr.). 94 p.
- 2015 (fr)  (met Anne-Marie Libert) Le Prix humain de la mondialisation. Paris : Éditions de l'Homme Nouveau, 2015. 195 p. ISBN 978-2-915988-79-6 (br.).[111] (vertalingen: (ro) )
- 2017 (fr)  De la casuistique à la miséricorde. Vers une religion de la complaisance ? (Coll. Focus). Paris : Éditions de l'Homme Nouveau, 2017. 46 p. ISBN 978-2-915988-96-3 (br.).[112]
- 2018a (ro)  (în colab. cu Anne-Marie Libert) Preţul uman al mondializării [trad. din lb. franceză: Angela Cazacu]. Bucureşti : Provita Media, 2018. 196 p. ISBN 978-973-86620-8-7.[113] (vert. van: (fr)  Le Prix humain de la mondialisation)
- 2018b (ro)  Cum să înţelegem evoluţiile demografice. [trad. din lb. franceză: Angela Cazacu]. Bucureşti : Provita Media, 2018. ISBN 978-973-86620-9-4. (vert. van: (fr)  Pour comprendre les évolutions démographiques)

## Externe koppelingen
- Michel Schooyans, "Mens en globalisatie", in Nucleus, jg. 15 nr. 2 (februari 2004).
- Michel Schooyans, "UNO en oorlog tegen gezin", in Nucleus, jg. 11 nr. 10 (december 2000). (pdf)
- Jules van Rooyen, "De strijd tegen het christendom", in Katholiek Nieuwsblad, nr. 44 (28 juli 2000).
- De Vrienden van het Leven ((nl) , (de) , (en) , (es) , (fr) , (it) , (nl) , (pt) ) - veeltalige webstek over bevolkingsvraagstukken en het werk van Mgr. Michel Schooyans.
- Korte biografie Michel Schooyans bij de Pauselijke Academie voor Sociale Wetenschappen, ontleend aan: Pontificia Academia Scientiarum Socialium, 2010 Yearbook, Fourth Edition. Vatican City : Pontifical Academy of Social Sciences, 2010. 143 p., pp. 86–88. ISBN 978-88-86726-26-9.
- (fr)  Croissance démographique et développement - Vieillissement et suicide démographique de l’Europe - Mgr Michel Schooyans Verslag van de zitting van 13 maart 2008 van de Académie d’éducation et d’études sociales (AES) te Parijs, met biografische beschrijving van Mgr. Schooyans.
- (en) Complete Article on “The Recife Affair” by Political Philosophy Professor Monseigneur Michel Schooyans (Lifesitenews, 11 juni 2009)
- Michel Schooyans Collection, 1942-2009 — "Collection of Brazilian and Latin American art collected by and presented to Michel Schooyans, scholar, author, and Catholic priest." (Benson Latin American Collection, The University of Texas at Austin)
- Mgr. Michel Schooyans overleden – Philippe Keulemans op Kerknet, 5 mei 2022.

- Biblioteca Nacional de España: XX1115680
- Bibliothèque nationale de France: cb119241115 (data)
- Gemeinsame Normdatei: 171478924
- International Standard Name Identifier: 0000 0000 8165 0849
- Library of Congress Control Number: n50002820
- Nationale Bibliotheek van Tsjechië: jo2017942231
- Nationale bibliotheek van Australië: 35482608
- Nationale Bibliotheek van Israël: 987007373957705171
- Nationale Bibliotheek van Polen: a0000001651250
- Nationale en Universitaire bibliotheek Zagreb: 000423117
- Nederlandse Thesaurus van Auteursnamen: 079086276
- Istituto Centrale per il Catalogo Unico: IEIV027819
- Système universitaire de documentation: 027128024
- Trove: 969089
- Virtual International Authority File: 92544347
- WorldCat: E39PBJktpGVgFxqGRGP9WkbyBP